# Secesija (politika)
Secesija je v politiki odstop manjšinske skupine od državne celote za dosego avtonomije ali odstop od socialne ideologije za uveljavitev opozicijskega gibanja. Manjšinsko skupino sestavljajo predstavniki tistega dela prebivalstva, ki noče več pripadati večini, bodisi da stremi za samostojnostjo, ali da se hoče pridružiti drugi skupnosti.
Vzroke za politično secesijo je treba iskati predvsem v uveljavljanju pravice do samoodločanja, ki jo upravičuje nekdanja zgodovinska samostojnost ali pa dokazana kulturna samoniklost in različnost od sosedov. Ta secesija zahteva priznanje mednarodnih organizacij in navadno tudi odstop ozemlja s strani večinske skupine (države).
Pri ideološki secesiji gre na primer za novo strujo v politični stranki, ki se sicer strinja z osnovnimi smernicami stranke, a uvaja nove poglede na stranske probleme skupnosti. V teh primerih seveda ni govora o fizični oziroma teritorialni secesiji, niti ne o mednarodnem priznanju odstopa, temveč o filozofskih razvojih strankinega programa